# Gewone moeraswielspin
De gewone moeraswielspin (Hypsosinga heri) is een spinnensoort in de taxonomische indeling van de wielwebspinnen (Araneidae).
Het dier behoort tot het geslacht Hypsosinga. De wetenschappelijke naam van de soort werd voor het eerst geldig gepubliceerd in 1831 door Carl Wilhelm Hahn.